# Soulom
Soulom (gaskognisch Solon) ist eine französische Gemeinde mit 289 Einwohnern (Stand 1. Januar 2022) im Département Hautes-Pyrénées in der Region Okzitanien; sie gehört zum Arrondissement Argelès-Gazost und zum Kanton La Vallée des Gaves.

## Lage
Soulom liegt im Süden des Département Hautes-Pyrénées rund 33 km (Luftlinie) südsüdwestlich von Tarbes. Der Ort liegt zwischen dem Gave de Cauterets und dem Gave de Gavarnie im Umfeld des Nationalparks Pyrenäen.

## Geschichte
Eine erste namentliche Erwähnung als Solon erfuhr der Ort um das Jahr 103 im Kopialbuch von Saint-Savin. Im frühen Mittelalter wechselte die Herrschaft häufig (Westgoten, Basken, Franken, Sarazenen). Danach war der Ort jahrhundertelang unter der Herrschaft des Königreichs Aquitanien respektive des Herzogtums Gascogne. Von 900 bis 1609 gab es eine Grafschaft Bigorre innerhalb der vorgenannten Gebiete. Im Hundertjährigen Krieg war Soulom manchmal unter englischer, manchmal unter französischer Herrschaft. Von 1425 bis 1609 gehörte der Ort als Teil der Grafschaft Bigorre zur nur lose mit Frankreich verbundenen Grafschaft Foix. Weil der letzte Herrscher dieser Grafschaft, König Heinrich II. aus dem Hause Bourbon, 1589 den Thron von Frankreich (als Heinrich IV.) bestieg, waren die Orte der Region 1609 bis 1789 Krondomäne. Die Gemeinde gehörte von 1793 bis 1801 zum District Argelès. Zudem war sie von 1793 bis 1801 Teil des Kantons Saint-Savin und von 1801 bis 2015 Teil des Kantons Argelès-Gazost (1793–1896 unter dem Namen Kanton Argelès). Mit Ausnahme der Jahre 1926 bis 1942 (Arrondissement Bagnères) war Soulom seit 1801 Teil des Arrondissements Argelès-Gazost.

## Bevölkerungsentwicklung
| Jahr                       | 1962 | 1968 | 1975 | 1982 | 1990 | 1999 | 2006 | 2012 | 2020 |
| Einwohner                  | 594  | 521  | 356  | 342  | 264  | 247  | 260  | 247  | 283  |
| Quellen: Cassini und INSEE |      |      |      |      |      |      |      |      |      |

## Sehenswürdigkeiten
- romanische Wehrkirche Saint-André aus dem 13. Jahrhundert; seit 1942 Monument historique
- Denkmal für die Gefallenen

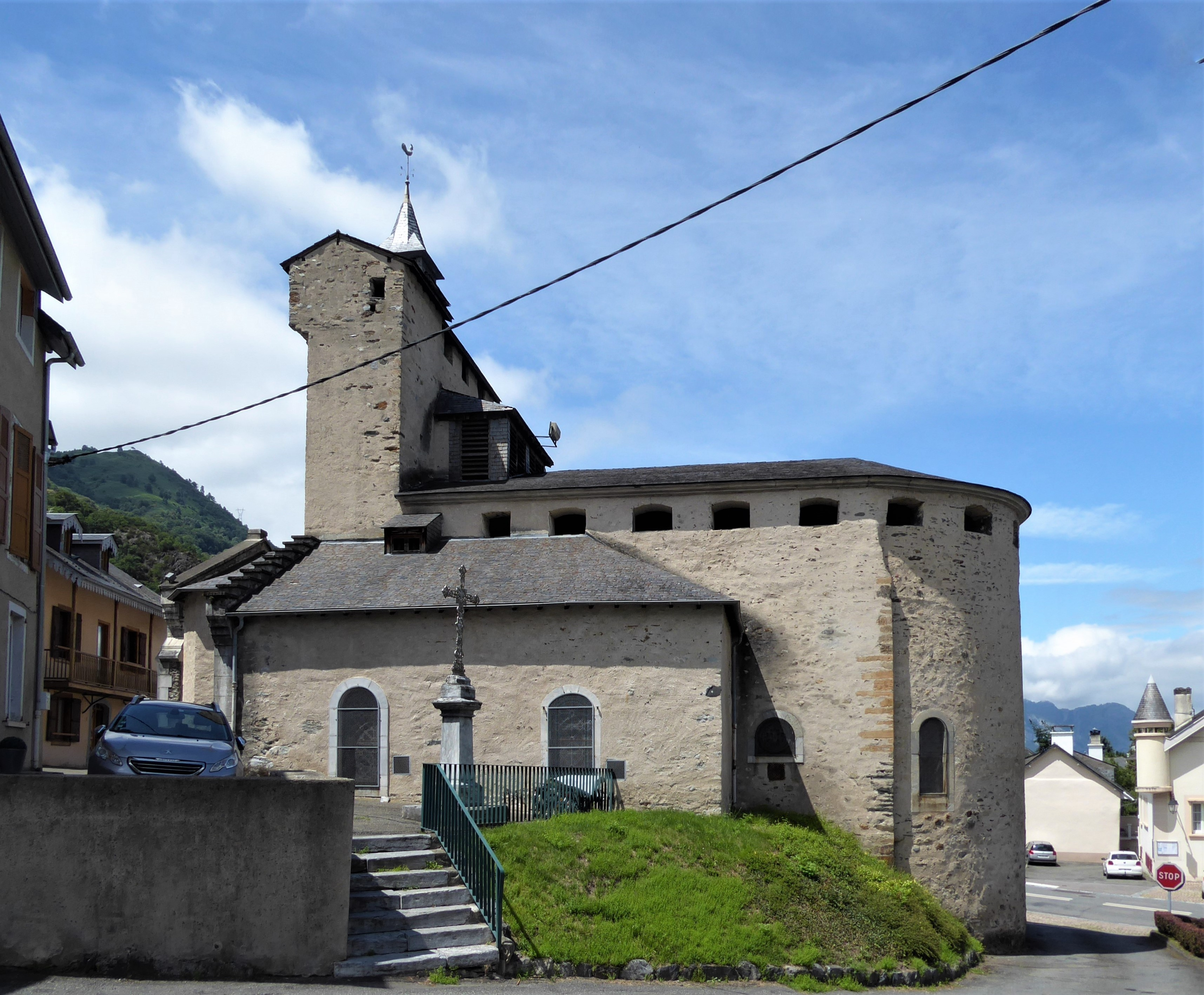
Kirche Saint-André
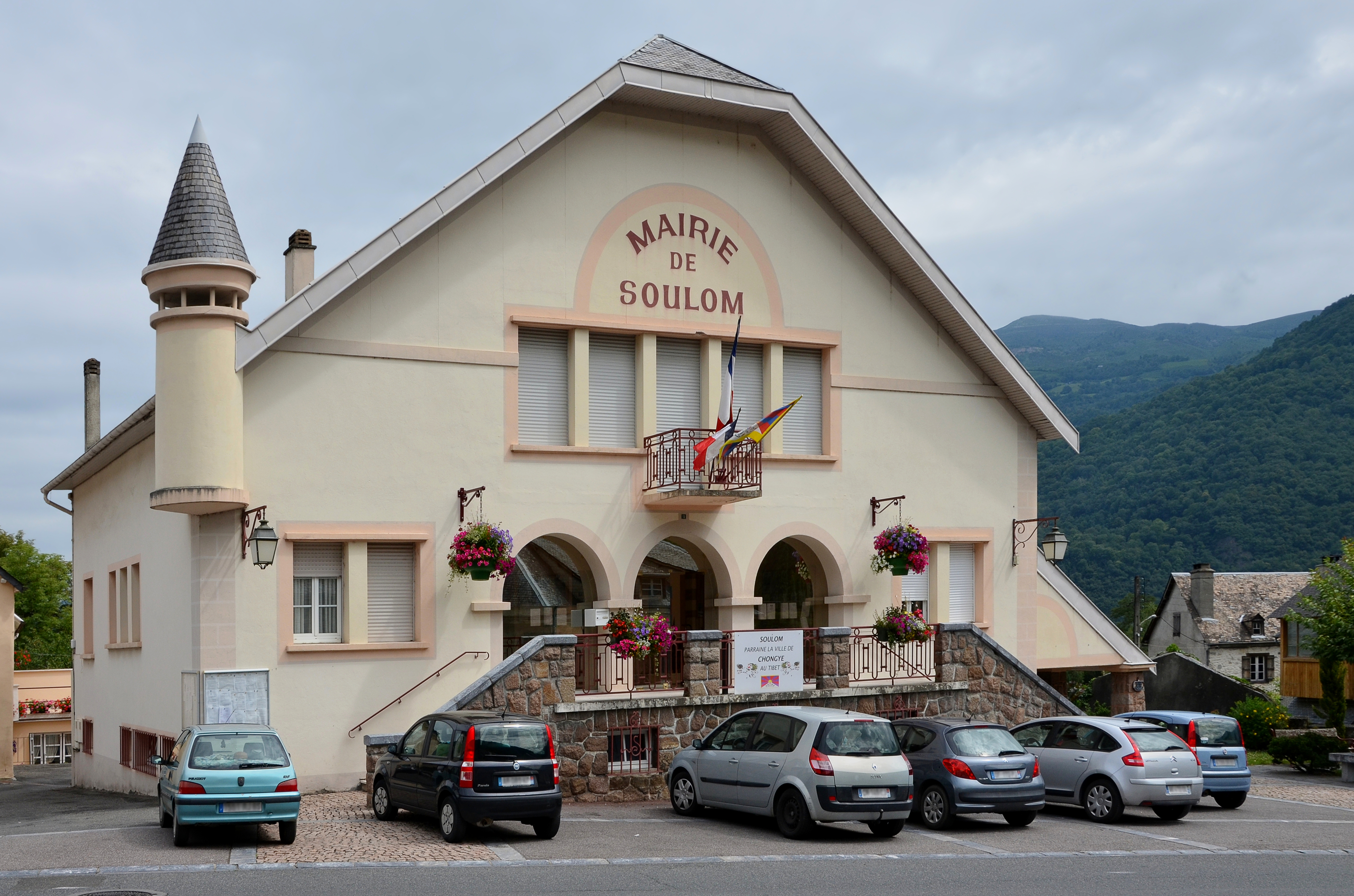
Rathaus (mairie)
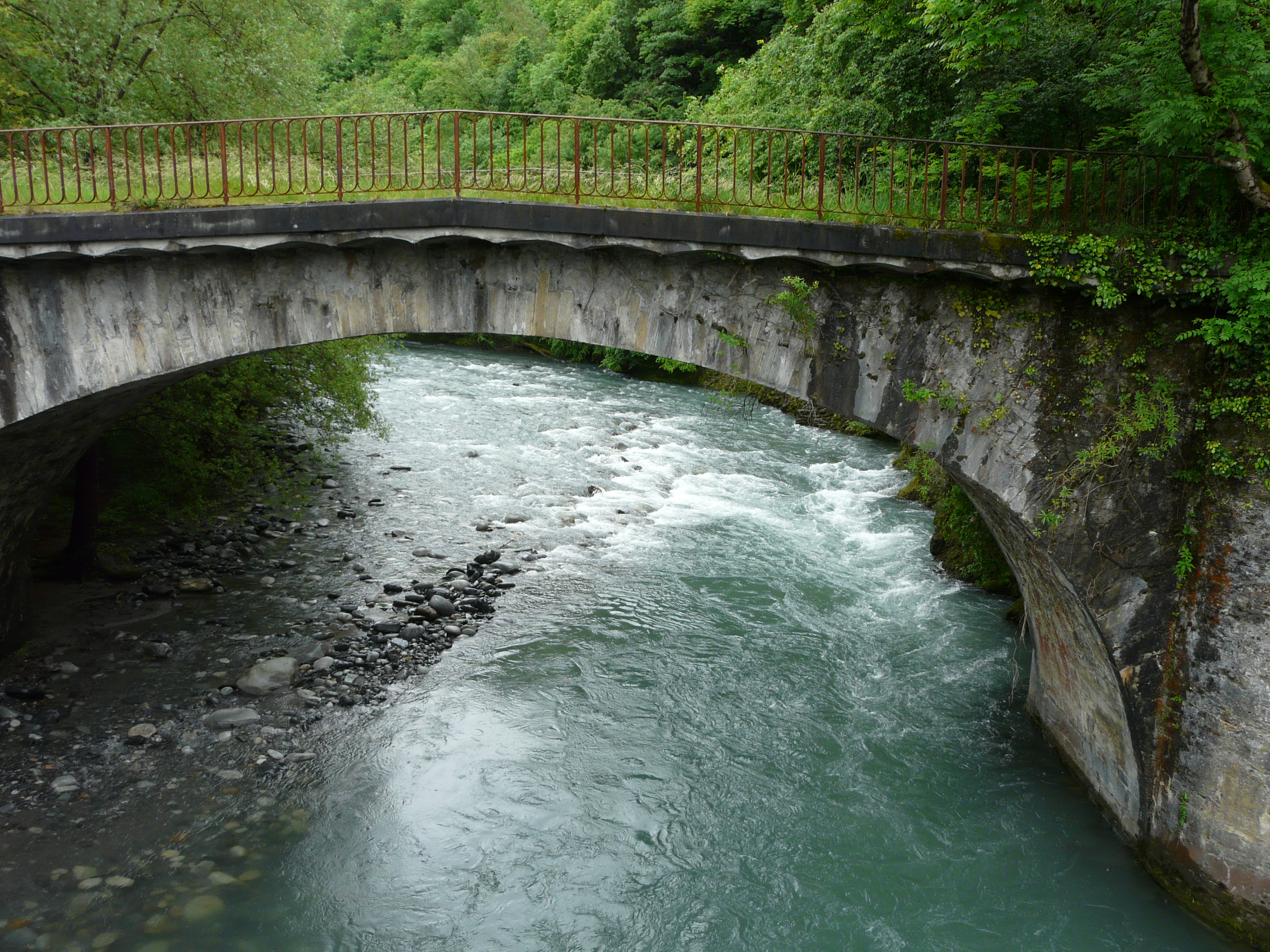
Gave de Garnavie mit Brücke
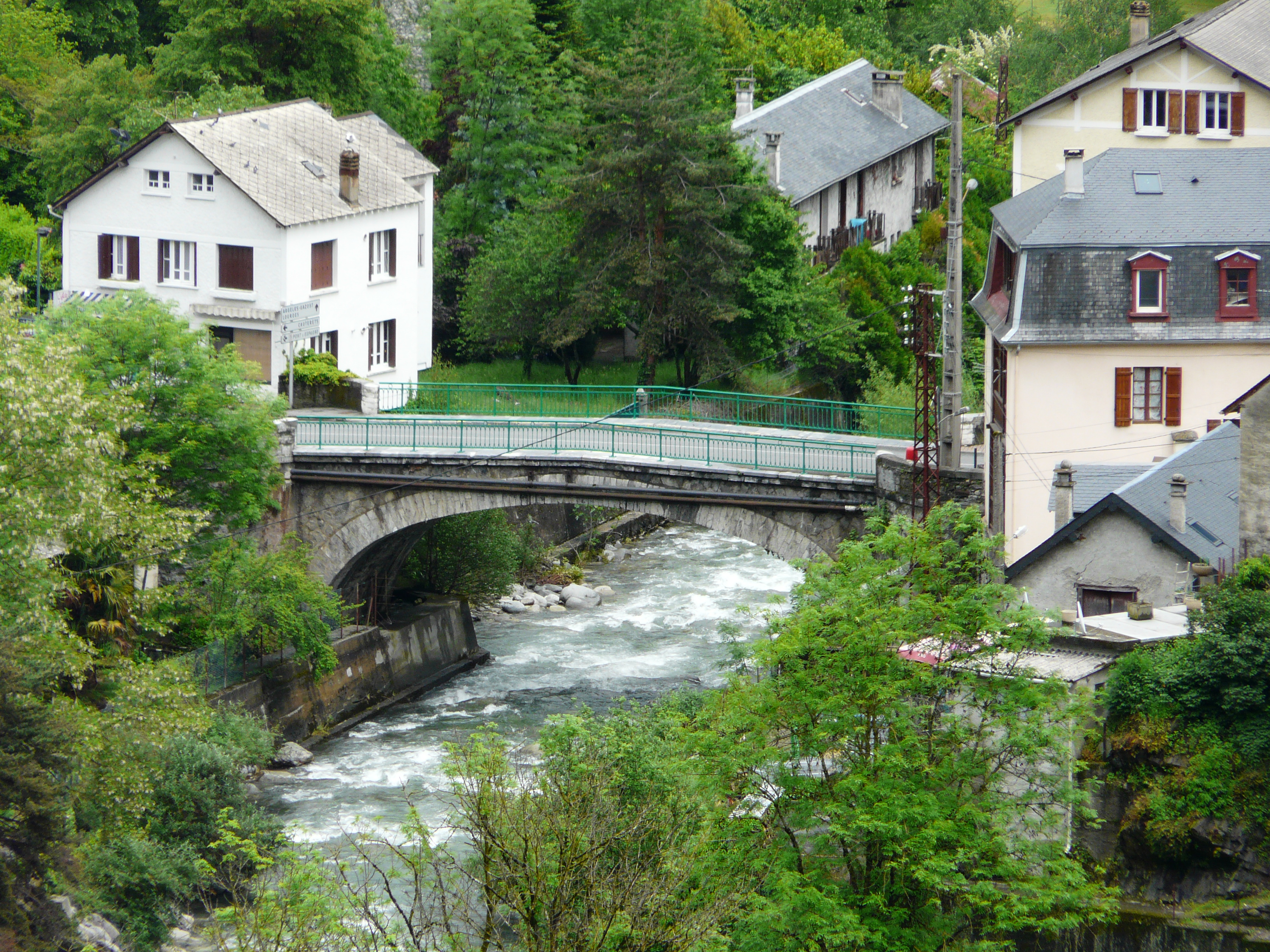
Gave de Cauterets mit Brücke
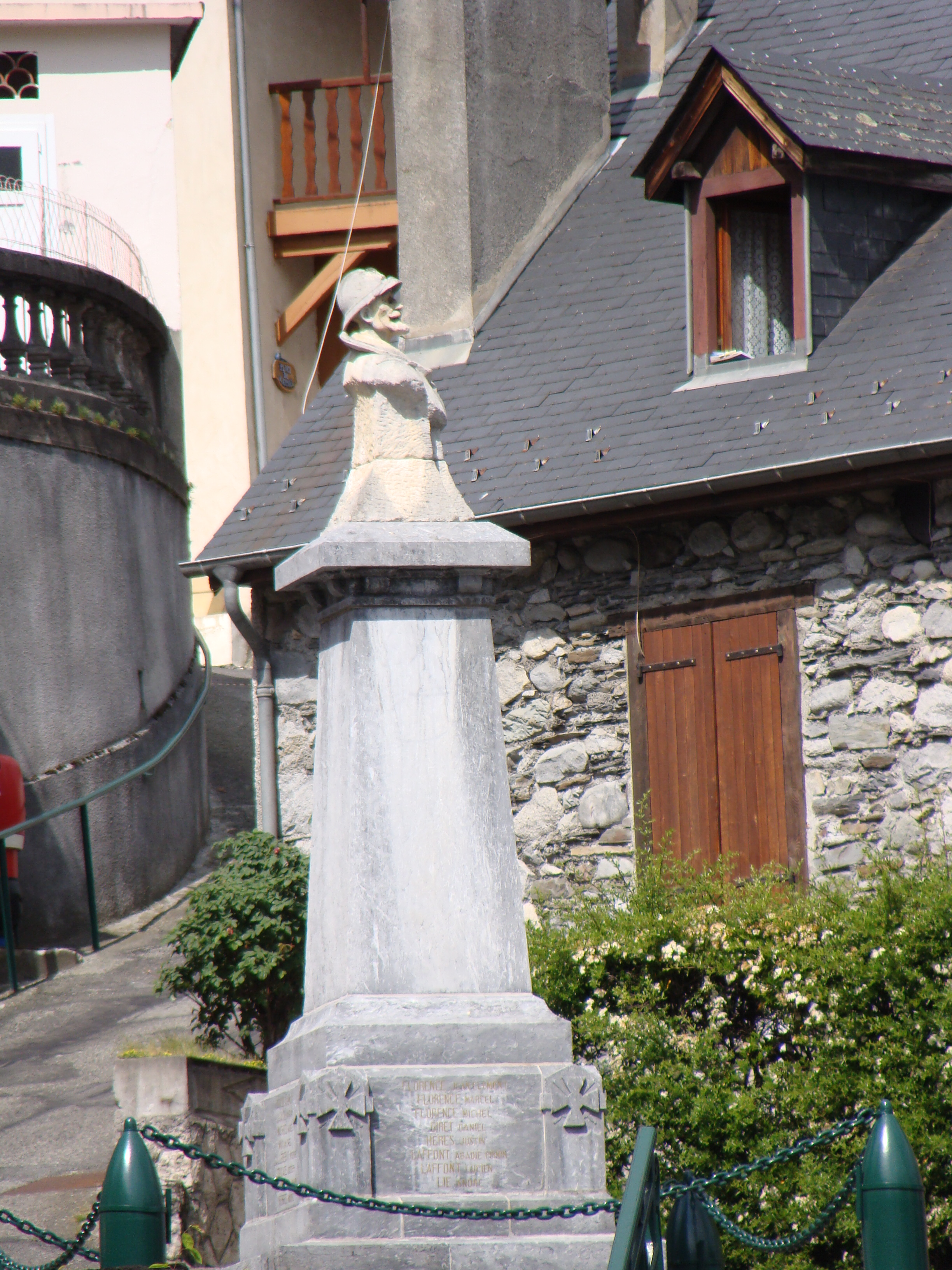
Denkmal für die Gefallenen